# 38e corps d'armée (France)
Pour les articles homonymes, voir 38e corps d'armée.
Le 38e corps d’armée est une unité militaire française.

## Création et différentes dénominations
- 25 octobre 1914 : Secteur de Reims
- 25 février 1915 : Renommé Groupement de Reims
- 22 juin 1915 : Renommé 38e Corps d'Armée

## Les chefs du38ecorpsd'armée
- 25 octobre 1914 : général Charles de Pélacot
- 10 février 1915 : général Mazel
- 25 mars 1916 : général Micheler
- 4 avril 1916 : général Debeney
- 20 septembre 1916 - 3 avril 1919 : général de Mondésir
- 20 mars 1924 - 8 mars 1927 : général Brécard

## Première Guerre mondiale

### Composition
- 27e Division d'Infanterie[1] de septembre 1916 à janvier 1917
- 30e Division d'Infanterie[2] d'août 1915 à juin 1916
- 52e Division d'Infanterie[3] de juin 1915 à juin 1916
- 56e Division d'Infanterie[4] de juin à octobre 1916
- 67e Division d'Infanterie[5] d'avril à août 1916
- 71e Division d'Infanterie[5] de juin 1917 à novembre 1918
- 74e Division d'Infanterie[5] de juin 1917 à novembre 1918
- 123e Division d'Infanterie[6] de juin à août 1915
- 151e Division d'Infanterie[7] d'août 1916 à juin 1917
- 97e Division d'Infanterie Territoriale[8] de septembre 1915 à décembre 1916
- Infanterie :

23e Régiment d'Infanterie Territoriale juin 1915 à août 1918
118e Régiment d'Infanterie Territoriale juin 1915 à février 1918 (Dissolution)
- Cavalerie :

État-major et 3 escadrons du 6e Régiment de Chasseurs d'Afrique de juin 1915 à septembre 1916
État-major et 4 escadrons du 10e Régiment de Chasseurs d'Afrique de juillet 1917 à novembre 1918
2 escadrons du 21e Régiment de Dragons de juin à novembre 1915 (Dissolution)
- Artillerie :

106e batterie de 58 du 30e Régiment d'Artillerie de Campagne de juin 1915 à janvier 1916.
138e batterie de 58 du 175e Régiment d'Artillerie de Campagne de juillet à novembre 1918.
2 groupes de 75 du 214e Régiment d'Artillerie de Campagne de juillet 1917 à juin 1918. Un 3e groupe  été créé en avril 1918.
1 groupe de 90, transformé en groupe de 75, en juillet 1916 du 34e Régiment d'Artillerie de Campagne de juin 1915 à janvier 1917
1 groupe de 95, transformé en groupe de 75, en juillet 1916 du 3e Régiment d'Artillerie de Campagne de juin 1915 à juillet 1917.
1 groupe de 95, transformé en groupe de 75, en juillet 1916 du 30e Régiment d'Artillerie de Campagne de juin 1915 à juillet 1917.
1 groupe de 105 du 115e Régiment d'Artillerie Lourde de janvier 1916 (création) à juillet 1918
1 groupe de 105 du 138e Régiment d'Artillerie Lourde de juillet à novembre 1918
1 groupe de 120L du 4e Régiment d'Artillerie Lourde de juin 1915 à janvier 1916
1 groupe de 120L du 115e Régiment d'Artillerie Lourde de janvier 1916 à juillet 1918
1 groupe de 120L du 138e Régiment d'Artillerie Lourde de juillet à novembre 1918
1 groupe de 175 du 138e Régiment d'Artillerie Lourde de juillet à novembre 1918
- Génie :

Compagnie 7/12 du 7e Bataillon du Génie de juin 1915 à novembre 1918
Compagnie 2/15T du 3e Régiment du Génie de juin 1915 à janvier 1918
Compagnie 2/19 du 3e Régiment du Génie de juin 1915 à janvier 1917
Compagnie 2/24 du 3e Régiment du Génie de juin 1915 à janvier 1916
Compagnie 8/25 du 4e Régiment du Génie de juin 1915 à janvier 1917
Compagnie 6/17 du 9e Régiment du Génie de janvier 1917 à novembre 1918
Sapeurs du 7e Régiment du Génie de juin 1915 à janvier 1917
Détachement du 8e Régiment du Génie de juin 1915 à novembre 1918

### Historique

#### 1914 - 1916
- 25 octobre 1914 - 16 avril 1917 : constitution et occupation du front de Reims (guerre des mines) jusque vers La Neuvillette, à gauche, et la ferme des Marquises, à droite :

22 décembre 1914 : attaque locale française sur la ferme de la Bertonnerie.
7 janvier 1915 : attaque française sur le Linguet.
2 mars 1915 : attaques locales allemandes dans la région fort de la Pompelle, ferme des Marquises.
8 septembre - 2 octobre 1915 : extension du front, à gauche, jusqu'au Godat.
19 et 20 octobre 1915 : attaques allemandes par  gaz dans la région fort de la Pompelle, ferme d'Alger.
27 mars 1916 : limite gauche portée vers Loivre.
18 septembre 1916 : secteur étendu, à gauche, jusqu'à Berry-au-Bac inclus (guerre des mines à la cote 108).
4 janvier 1917 : secteur réduit, à gauche, jusqu'au sud du Godat, et le 30 janvier, étendu jusqu'à Sapigneul.
13 février 1917 : nouvelle réduction, à gauche, jusqu'aux Cavaliers de Courcy.

#### 1917
- 16 avril - 9 juin : engagé dans la bataille du Chemin des Dames, attaque et progression dans la région des Cavaliers de Courcy ; organisation d'un secteur dans cette région.
- 9 - 12 juin : retrait du front ; repos à Villers-Allerand.
- 12 juin 1917 - 10 mai 1918 : occupation d'un secteur entre la Neuville et la Miette :

17 août 1917 : extension du front, à droite, au-delà du Godat.
28 mars 1918 : extension, à droite, jusqu'aux Cavaliers de Courcy.
31 mars 1918 : réduction, à gauche, jusque vers Sapigneul.
27 avril 1918 : extension à gauche, jusqu'à la ferme de Vauclerc.

#### 1918

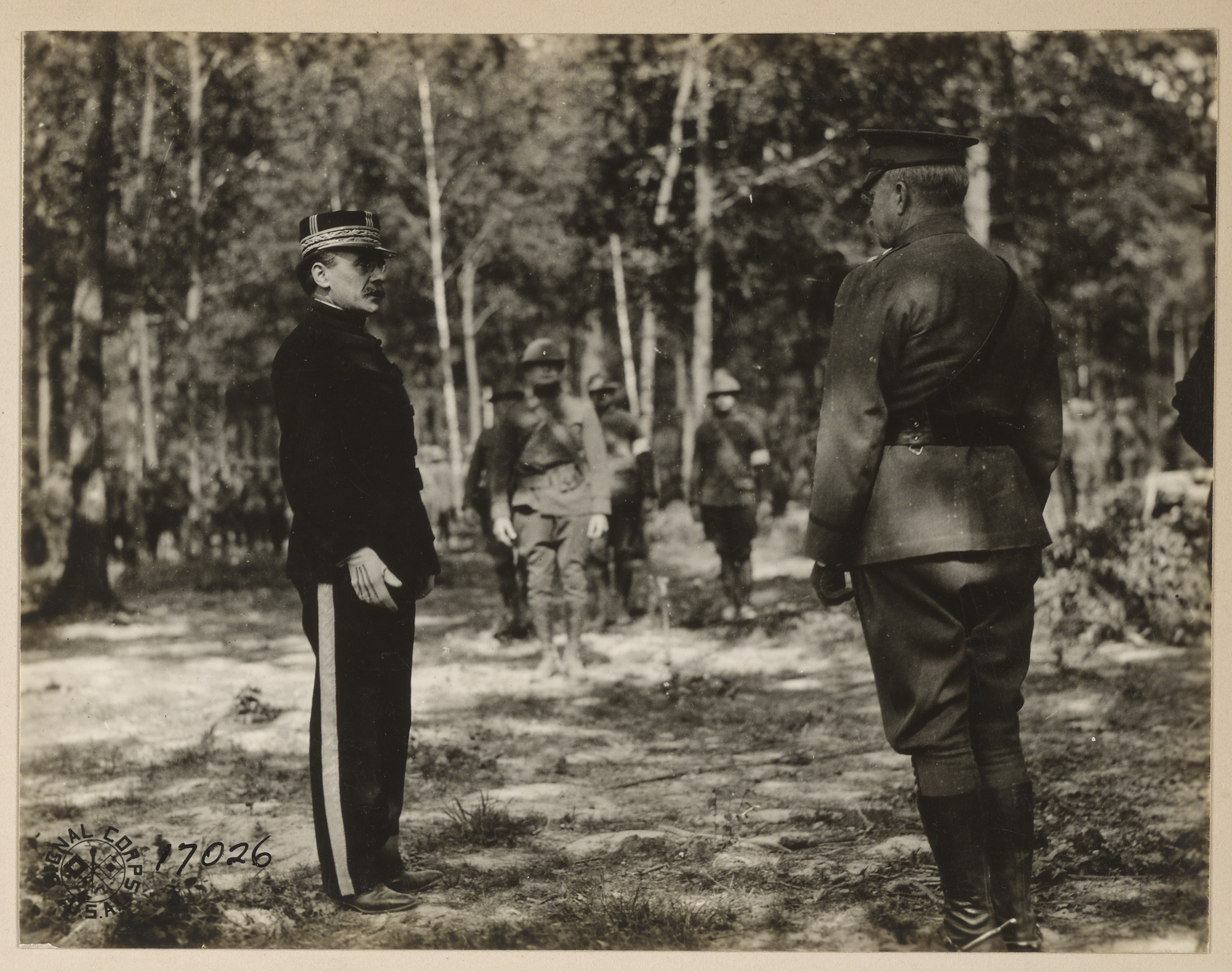
Les généraux Dickman et de Montdésir le 4 juillet 1918 pour l'action lors de la Bataille de Château-Thierry (1918).

- 10 - 30 mai : relève par des troupes britanniques et le 17 mai retrait du front, mouvement vers Jonchery-sur-Vesle. Transport par V.F., le 20 mai vers Aumale, puis vers Frévent. Tenu dans cette région, prêt à intervenir vers Béthune ou Arras (en soutien des troupes britanniques).
- 31 mai - 15 juillet : mouvement vers Trilport. À partir du 1er juin, engagé dans la 3e bataille de l'Aisne. Combats violents sur les deux rives de la Marne. Arrêt de l'offensive allemande vers Courthiézy, Jaulgonne, Château-Thierry, Vaux. Organisation d'un secteur dans cette région.

1er et 6 juillet : attaque locale française vers Vaux.
8 juillet : secteur réduit à droite jusque vers Mézy-Moulins.
- 15 - 18 juillet : subit vers Mézy, le choc de l'offensive allemande (bataille de Champagne).

17 juillet : limite droite à Jaulgonne.
- 18 juillet - 4 août : engagée dans la 2e bataille de la Marne. Jusqu'au 28 juillet prend part à la bataille du Soissonnais et de l'Ourcq, puis à la bataille du Tardenois. Combats sur l'axe Château-Thierry, Le Charmel, Ronchères, Mont-Saint-Martin.
- 4 - 24 août : retrait du front (relève par des éléments américains) ; mouvement vers Montmort-Lucy.
- 24 août - 26 septembre : mouvement vers Vanault-les-Dames, puis vers le front, et, à partir 29 août, occupation d'un secteur dans la région nord-est du  Mesnil-les-Hurlus, Vienne-le-Château :

16 septembre : réduction du front, à gauche, jusque vers la ferme Beauséjour.
23 septembre : réduction du front, à gauche, jusque vers la main de Massiges.
- 26 septembre - 6 novembre : engagé dans la Bataille de Champagne et d'Argonne (Bataille de Somme-Py) et son exploitation : Progression jusqu'au front Binarville, Autry, Vaux-lès-Mouron (atteint le 1er octobre) ; puis organisation des positions conquises.

À partir du 9 octobre, franchissement de l'Aisne, et avance jusqu'à la ligne Termes, Olizy. Occupation et organisation d'un secteur dans cette région : 13 octobre, extension du front, à gauche, jusque vers Falaise.
À partir du 1er novembre, engagé dans la bataille du Chesne et de Buzancy, prise de Boult-aux-Bois et de Brieulles-sur-Bar.
- 6 - 11 novembre : retrait du front ; mouvement vers Leffincourt, puis vers Vitry-le-François.